# Santolina etrusca
La crespolina etrusca o santolina (Santolina etrusca (Lacaita) Marchi et Dam., 1973) è una pianta perenne della famiglia delle Asteraceae, endemica dell'Antiappennino tosco-laziale, descritta inizialmente come Santolina chamaecyparissus L. var. etrusca e successivamente elevata al rango di specie da Marchi e D'Amato nel 1973.

## Descrizione
È una pianta camefita suffruticosa.
L'irradiazione è legata essenzialmente ai corsi fluviali, la disseminazione è di natura anemocora e idrocora.

## Distribuzione e  habitat
Tipica delle garighe di greto dei fiumi (Paglia, Orcia) e torrenti (Trasubbie) che hanno origine dal Monte Amiata, secondariamente colonizza luoghi incolti e scarpate.